# يونيستريم
يونستريم (بالروسية:  ЮНИСТРИМ) و(بالإنجليزية: Unistream)‏ تُكتب أحياناً (بالإنجليزية: UNISTREAM Bank)‏ هي شركة دولية لتحويل الأموال مقرها في العاصمة الروسية موسكو.
كانت الخدمة في الأصل قسماً لمصرف يونستريم ولكن في عام 2006 أصبحت شركة منفصلة وامتلكت ترخيصها المصرفي الخاص. للشركة عمليات مالية في 335000 موقع في أكثر من 100 دولة.

## التاريخ
بدأ نظام يونستريم العمل بوصفة قسم في مصرف يونستريم في عام 2001، ودخل النظام السوق حيث قدم تعريفات من 1٪.
في عام 2005 اتخذت إدارة المصرف قراراً بفصل النظام ليصبح شركة منفصلة. في 31 مايو 2006 سجل البنك المركزي الروسي الشركة تحت رقم 3467 وفي 16 أغسطس 2006 أصدر ترخيصاً مصرفياً لها.